# Schöppingen
Schöppingen település Németországban, azon belül Észak-Rajna-Vesztfália tartományban. Lakosainak száma 6807 fő (2023. december 31.). Schöppingen Metelen, Heek, Legden és Horstmar községekkel határos.

## Népesség
A település népességének változása:
| Lakosok száma | 4715 | 7280 | 7066 | 6820 | 6623 | 6651 | 6807 |
|               | 1975 | 2015 | 2017 | 2019 | 2021 | 2022 | 2023 |